# José María Angresola Jiménez
José María Angresola Jiménez, meglio noto come Mossa (Valencia, 24 gennaio 1989), è un allenatore di calcio ed ex calciatore spagnolo, di ruolo difensore.